# Rachel Chagall
Rachel Chagall, eigentlich Rachel Levin, (* 24. November 1952 in Brooklyn, New York City) ist eine US-amerikanische Schauspielerin.

## Leben
Rachel Chagall wuchs auf Long Island auf. Mit 17 Jahren kehrte sie an das Kollegium Goddard nach New York zurück, um dort das ABC des Schauspiels zu lernen. Mit 20 Jahren spielte sie in den Stücken Hedda Gabler und Romeo und Julia mit. Sie wirkte außerdem in vielen Off-Broadway-Stücken mit.
Im Jahr 1987 spielte sie die Hauptrolle im Film Gaby – Eine wahre Geschichte und wurde für ihre Darstellung der mit infantiler Zerebralparese geborenen mexikanischen Schriftstellerin und Menschenrechtsaktivistin Gabriela Brimmer für den Golden Globe Award als Beste Hauptdarstellerin – Drama nominiert.
Große Bekanntheit erreichte sie in der Rolle der Val Toriello in der US-Sitcom Die Nanny an der Seite von Fran Drescher.
Rachel Chagall lebt mit ihrem Ehemann und ihren Zwillingen (Eve und Jonah, * 1999) in Los Angeles. Die Zwillinge von Nanny Fine in der letzten Staffel der gleichnamigen Serie bekamen die gleichen Namen.
Rachels wahrer Name lautet Rachel Levin. Da es aber schon eine Schauspielerin mit ebendiesem Namen gab, änderte sie ihren Nachnamen. Die Wahl fiel auf Chagall – der Künstler Marc Chagall war der Cousin ihrer Großmutter.
1982 wurde bei ihr das Guillain-Barré-Syndrom diagnostiziert.

## Filmografie
- 1987: Gaby – Eine wahre Geschichte (Gaby – A True Story)
- 1990: Frühstück bei ihr (White Palace)
- 1993–1999: Die Nanny (The Nanny, Fernsehserie, 78 Folgen)
- 1995: Last Supper – Die Henkersmahlzeit (The Last Supper)
- 1998: Das einfache Leben (The Simply Life, Fernsehserie, 1 Folge)
- 2001: Just Shoot Me – Redaktion durchgeknipst (Just Shoot Me!, Fernsehserie, 1 Folge)
- 2001: Odessa or Bust
- 2004: Strong Medicine: Zwei Ärztinnen wie Feuer und Eis (Fernsehserie, 1 Folge)
- 2006: Hallo Holly (What I Like About You, Fernsehserie, 1 Folge)

## Auszeichnungen
- 1988: Nominierung für den Golden Globe